# Bendersville (Pensylvánie)
Bendersville je obec (borough) v Adams County, v Pensylvánii.

## Historie
Obec vznikla v roce 1811. Je pojmenována po pionýrovi Henrym Benderovi.

## Obyvatelstvo
| 1890 | 1920 | 1950 | 1980 | 2010 |
| ---- | ---- | ---- | ---- | ---- |
| 370  | 356  | 409  | 553  | 641  |

## Náboženství
Nejvíce obyvatel se hlásí ke katolické církvi, následuje Evangelical Lutheran Church in America a United Church of Christ.